# Астров, Николай Иванович
Никола́й Ива́нович А́стров (26 февраля [9 марта] 1868, Москва — 12 августа 1934, Прага) — русский политический и общественный деятель, кадет. Московский городской голова (1917). Брат Павла, Александра и Владимира Астровых.

## Ранние годы

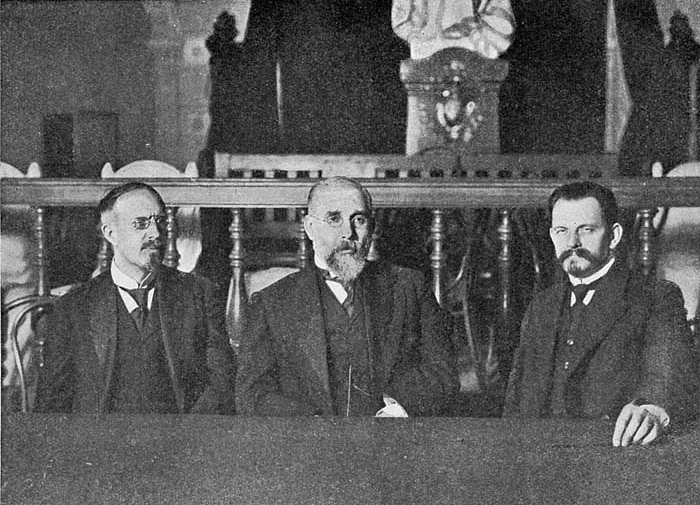
П. П. Рябушинский, М. В. Челноков, Н. И. Астров

Отец — московский врач Иван Николаевич, сын сельского священника Николая Яковлевича, который первоначально имел фамилию Островский, но на экзамене у архиерея за интерес к астрономии был «переименован» в Астрова. Отец работал в Межевом институте, преподавал в военно-фельдшерской школе. Мать Елизавета Павловна была дочерью генерала П. Д. Кобелева.
Окончив 2-ю московскую гимназию (1888), поступил на юридический факультет Московского университета, который окончил в 1892 году. Служил кандидатом, затем старшим кандидатом на судебные должности при Московском окружном суде. С 1894 — мировой судья в Москве.
С 1897 года — городской секретарь Москвы (секретарь Московской городской думы). С 1903 года — гласный Московской городской думы, в 1913—1916 гг. возглавлял комитет прогрессивной группы гласных. С 1910 года — директор Московского кредитного общества. Один из ведущих московских муниципальных деятелей конца XIX — начала XX веков. Был гласным Московского губернского земского собрания.
В 1905 году участвовал в работе общеземских съездов. Вступил в Конституционно-демократическую партию (Партию народной свободы), был членом её московского городского комитета, с 1916 года — членом Центрального комитета. В 1906 году работал в канцелярии Первой Государственной думы, в конце её работы фактически руководил канцелярией (оставаясь при этом московским городским секретарём).
В годы Первой мировой войны был членом Главного комитета Всероссийского союза городов. Близко сошёлся с графиней Софьей Владимировной Паниной, которая стала его гражданской женой.

## События 1917 года
После Февральской революции на учредительном заседании Московского комитета общественных организаций 1 марта 1917 г. был избран членом Исполнительного комитета этой организации. Затем занимал пост товарища комиссара Временного правительства в Москве. В конце марта — конце июня 1917 г. — Московский городской голова. Также в 1917 стал председателем Всероссийского союза городов. Сторонник коалиции с социалистическими партиями в рамках Временного правительства, был противником выхода министров-кадетов из правительства в июле 1917 г. В канун выступления Л. Г. Корнилова пытался смягчить противоречия между генералом и А. Ф. Керенским .
Резко выступил против прихода к власти большевиков, уже в ноябре 1917 г. был числе организаторов первой подпольной антисоветской организации (так называемой «Девятки»). Был избран членом Учредительного собрания от Москвы.

## Гражданская война
В 1918 продолжил активно заниматься общественной деятельностью, был членом Главного объединённого совета приходских общин. Был в числе руководителей всех значимых нелегальных антисоветских организаций — право-монархического Правого центра, социалистического (левоцентристского) Союза возрождения России, буржуазно-либерального Национального центра. Продолжал работы в ЦК кадетской партии, несмотря на запрет её деятельности.

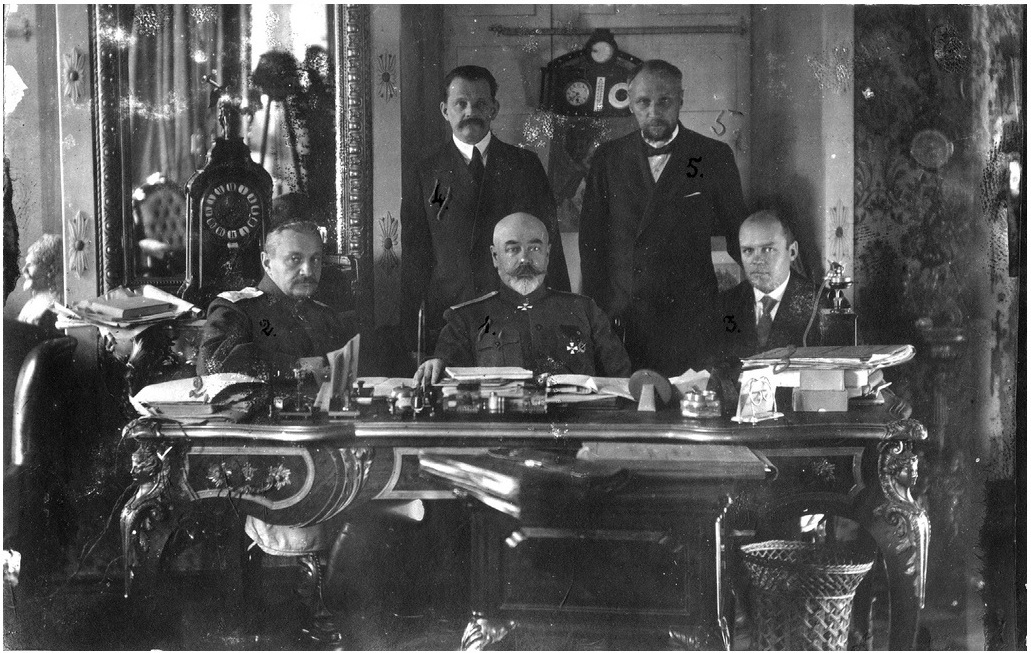
Лето 1919 года. Таганрог. Заседание Особого совещания при Главкоме ВСЮР. Слева направо: генерал И. П. Романовский, генерал А. И. Деникин, проф. К. Н. Соколов. Стоят — Н. И. Астров, Н. В. Савич

Летом 1918 г. покинул Москву и выехал на Юг России для политических переговоров с генералом М. В. Алексеевым, создания местного отделения Национального центра и координации совместной действий Всероссийского национального центра и Добровольческой армии. На Уфимском государственном совещании в сентябре 1918 г. был избран членом Всероссийского Временного Правительства — Директории, но фактически не принимал в нём участия, так как находился на Юге России.
На пути в Екатеринодар через Крым 1 октября 1918 в Гаспре участвовал в небольшом кадетском совещании на котором были И.И. Петрункевич, Н.И. Астров, С.В. Панина, М.М. Винавер, В.Д. Набоков, А.В. Тесленко, П.П. Рябушинский, Г.Н. Трубецкой
В 1918—1919 гг. — член Особого совещания при Добровольческой армии, один из главных политических советников А. И. Деникина.

## Эмиграция
С 1920 находился в эмиграции в Чехословакии. Сотрудничал с газетой «Последние новости», активно занимался публицистикой, мемуарист. Продолжил общественную деятельность: был председателем союза писателей и журналистов в Праге, товарищем председателя Пражского эмигрантского комитета. Организатор и руководитель Русского заграничного исторического архива в Праге (РЗИА; «Пражский архив») — огромного собрания документов по истории революции и русской эмиграции (в настоящее время эти документы хранятся в Москве в Государственном архиве Российской Федерации).
Похоронен на русском Ольшанском кладбище в Праге.